# Andreas Creusen
Andreas Creusen, ook Cruesen of Crusens (Maastricht, 1591 - Brussel, 9 november 1666) was de vierde bisschop van Roermond van 1651 tot 1657 en de vijfde  aartsbisschop van Mechelen. Zijn wapenspreuk was: Victrix fortunae sapientia (Wijsheid overwint het lot). Op zijn graftombe in de Sint-Romboutskathedraal wordt hij Andreas Cruesen genoemd.

## Biografische schets
Andreas Creusen werd geboren in een Luiks-Maastrichtse familie van ambtenaren en geestelijken. Een van zijn broers was de jurist en priester Michiel Creusen (†1626), die kanunnik was aan het Sint-Baafskapittel te Gent en het Sint-Servaaskapittel te Maastricht. Een ander familielid, mogelijk een oom, was de augustijn Nicolaas Creusen (ca. 1570-1629), provinciaal der augustijnen in Bohemen en raadsheer en historiograaf van keizer Ferdinand II. Andreas volgde voorbereidende studies aan de kapittelschool van Sint-Servaas en de Latijnse school van Maastricht (gerund door de jezuïeten), en studeerde vervolgens verder in Rome. Aan de universiteit van Wenen werd hij doctor in de theologie en vervolgens raadsheer van de keizer en groot-aalmoezenier bij de keizerlijke legers in Duitsland en Hongarije. In 1630 werd hij kanunnik en scholaster aan het domkapittel van Kamerijk, in 1641 aartsdiaken van Brabant. Op 10 augustus 1651 werd hij plechtig ingehuldigd als nieuwe bisschop van Roermond. In 1653 schafte hij een aantal feestdagen af die het volk te veel in de arbeid hinderden. 
In 1656 werd hij na lang overleg benoemd tot aartsbisschop van Mechelen. Zijn beleid spitste zich toe op de bestrijding van het jansenisme, met name aan de Leuvense universiteit, en de uitbouw van het catechismusonderricht. Als aartsbisschop had hij een zwakke gezondheid en hij overleed op 9 november 1666 te Brussel en werd in de Sint-Romboutskathedraal van Mechelen naast het hoogaltaar begraven. Het imposante praalgraf van wit en zwart marmer is ontworpen door de architect en beeldhouwer Lucas Faydherbe. Het monument in typische barokstijl toont de aartsbisschop in geknielde houding voor de verrezen Christus, aan wie hij zijn bisschopsmijter aanbiedt. Achter hem staat zijn patroonheilige, de apostel Andreas.

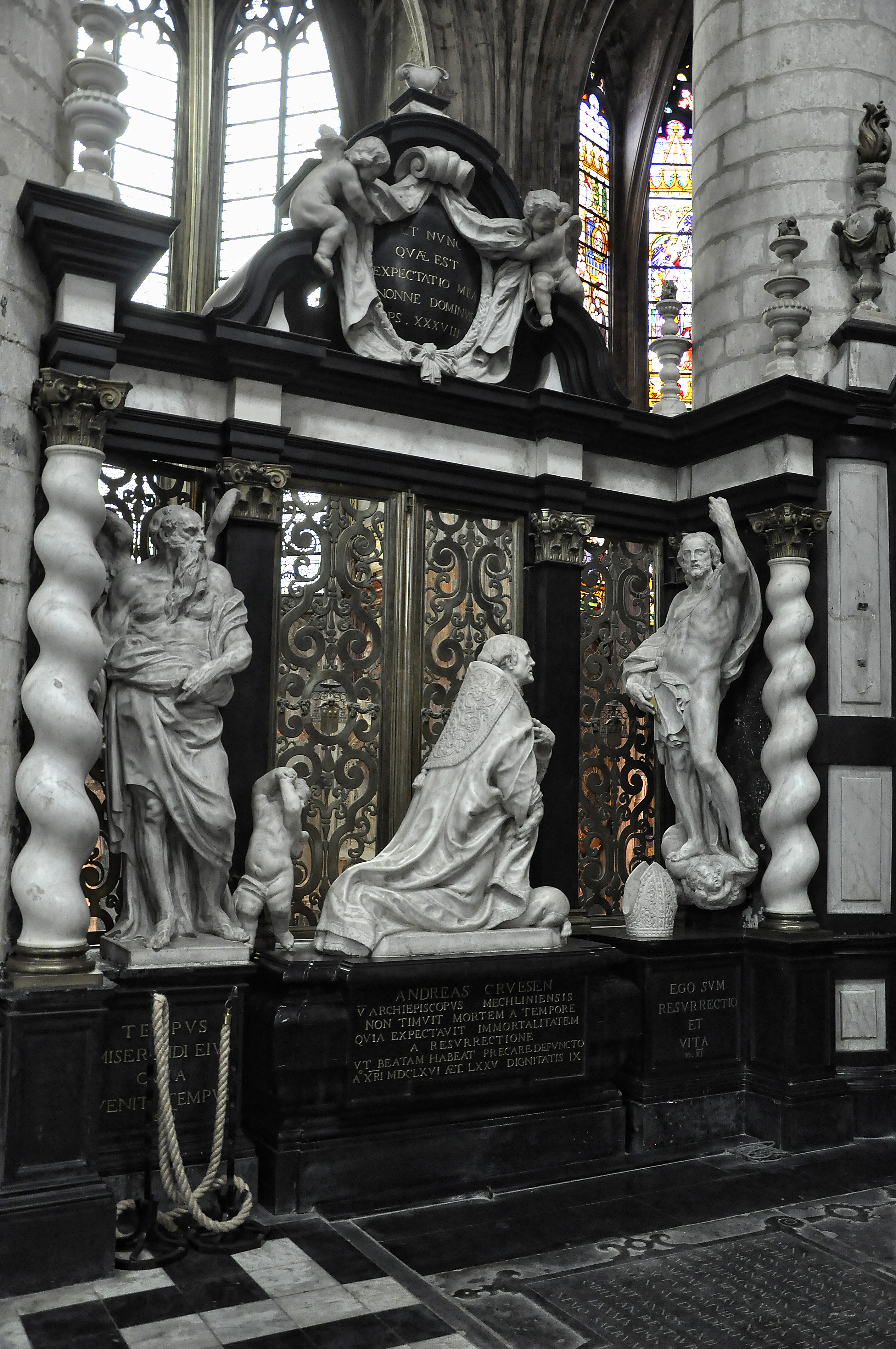
Praalgraf in de kathedraal van Mechelen
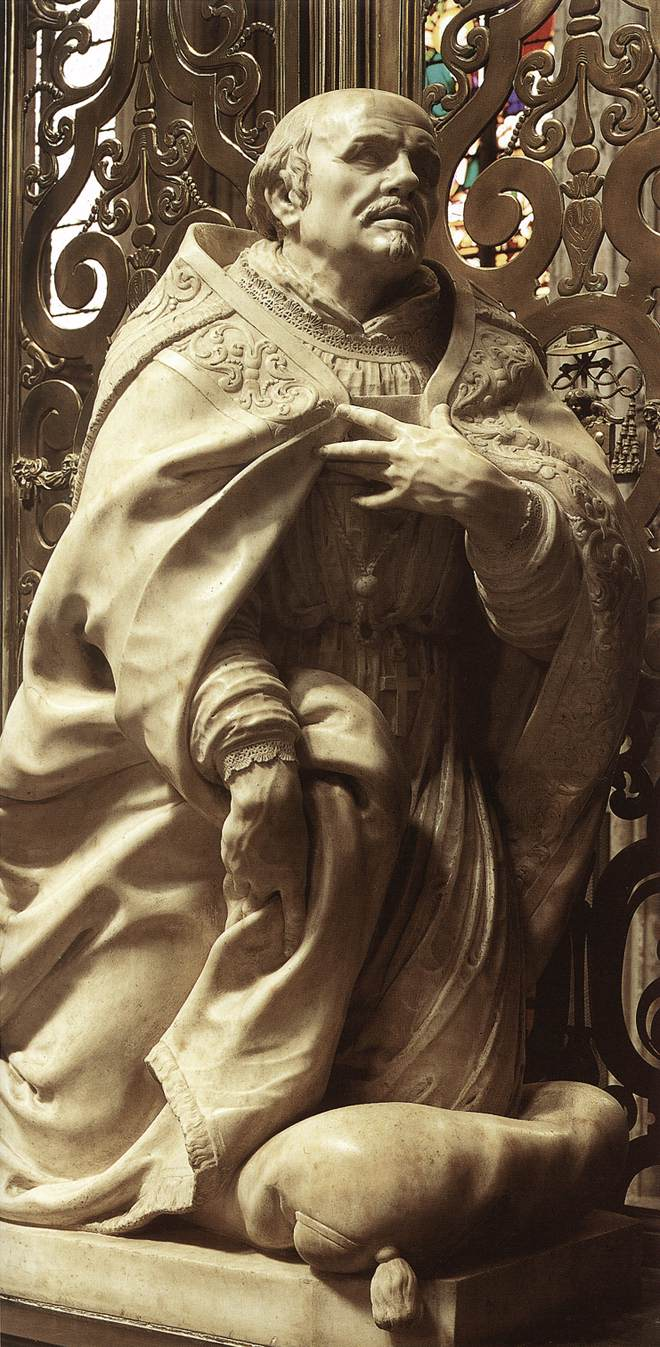
Detail praalgraf met knielende Creusen

- Biografisch Portaal: 77823510
- Digitale Bibliotheek voor de Nederlandse Letteren: creu002
- Gemeinsame Normdatei: 1072520540
- International Standard Name Identifier: 0000 0004 5094 3218
- Library of Congress Control Number: no2025028452
- Système universitaire de documentation: 21997215X
- Virtual International Authority File: 316739911
- WorldCat: E39PBJhd7t6XWBBmhW98VkWMT3